# Bessude
Bessude è un comune italiano di 369 abitanti della città metropolitana di Sassari, nell'antica regione del Logudoro-Meilogu e dista 30 km dal capoluogo provinciale. Fa parte dell'Unione dei comuni del Meilogu.

## Geografia fisica

### Territorio
È situata in una vallata di fronte al monte Pelau.

## Origine del nome
Nei secoli XI e XIII il nome registrato era Bessute, nel 1341 il centro demico è registrato come Versute e via via con la forma Versutta, Russette,  nel 1388 compare il nome Berssude dal 1430 viene registrato l'attuale nome Bessude

## Storia
La zona di Bessude è abitata fin dall'epoca prenuragica e nuragica, come testimoniano alcune domus de janas e il nuraghe di San Teodoro nei pressi dell'abitato.
L'attuale centro abitato, però, esiste dal XIII secolo; appartenne al giudicato di Torres e fece parte della curatoria di Caputabbas. Alla caduta del giudicato (1259) passò ai Doria e poi agli aragonesi, sotto i quali divenne un feudo.
Nel XVI secolo anche Bessude fu colpita da un'ondata di peste, che decimò la popolazione; fu ripopolato dopo alcuni anni e incorporato nel 1636 nel marchesato di Montemaggiore. Venne riscattato ai Manca, ultimi feudatari, nel 1839 con la soppressione del sistema feudale, per divenire un comune autonomo amministrato da un sindaco e da un consiglio comunale.

### Simboli
Lo stemma e il gonfalone del comune di Bessude sono stati concessi con decreto del presidente della Repubblica del 21 novembre 1996.
Il gonfalone è un drappo di bianco con la bordatura di verde.

## Monumenti e luoghi d'interesse

### Architetture religiose

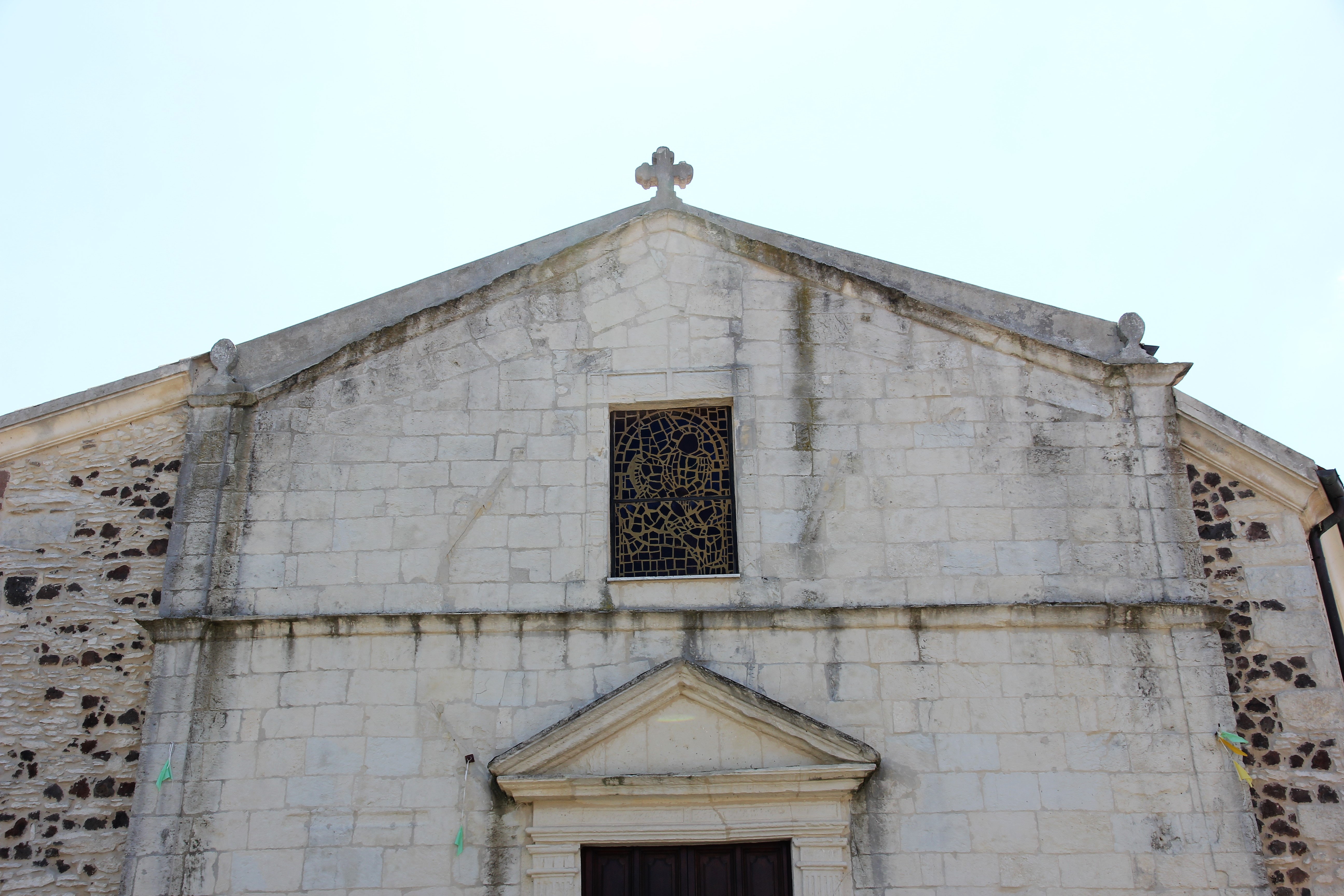
Chiesa di San Martino

All'interno del paese si trovano tre chiese. Come nella maggior parte dei paesi sardi, ce n'è una dedicata alla santa Croce (in sardo santa Rughe), situata all'entrata del paese. Nel punto più alto di Bessude si trova la chiesa parrocchiale di San Martino, che prende il nome dal patrono del paese. Infine, restaurata recentemente, è la chiesa di San Leonardo, la più antica del paese ed ex parrocchiale.
Nei dintorni del paese ci sono altri edifici religiosi tra cui la chiesa di Santa Maria della Natività, nota in paese come "Nostra Segnora de Runaghes".

### Siti archeologici
- Necropoli di Enas de Cannuja

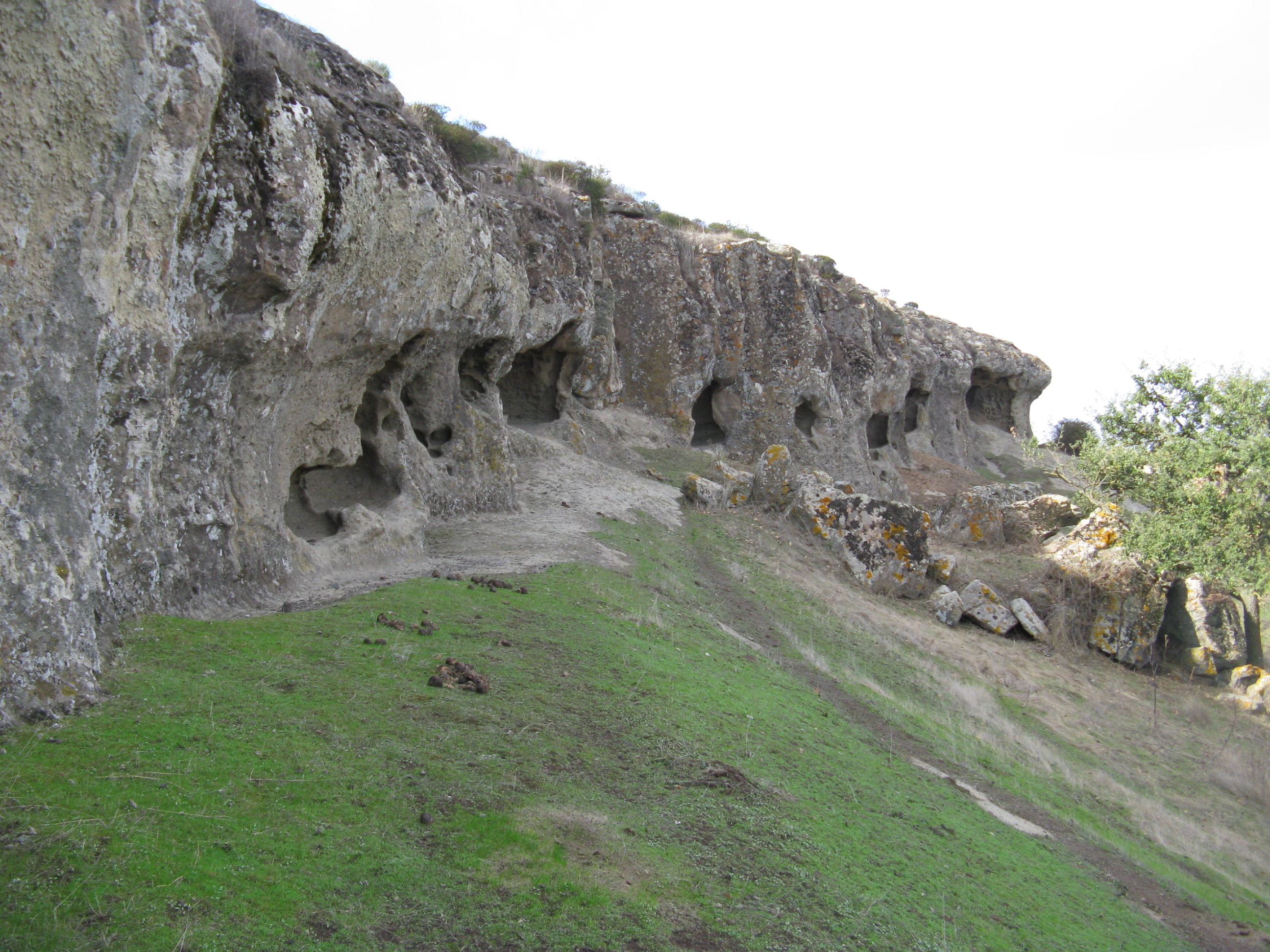
Domus de janas di Enas de Cannuja

- Il nuraghe di San Teodoro e le domus de janas, ornate con pitture rupestri.

### Murales
Ricordiamo infine i murales dipinti sulle facciate di alcune case. Molti di questi dipinti sono stati realizzati recentemente e si distinguono dagli altri per le loro dimensioni ridotte.

## Società

### Evoluzione demografica
Abitanti censiti

### Etnie e minoranze straniere
Al 31 dicembre 2014 a Bessude risultavano residenti 7 cittadini stranieri
- Marocco, 5
- Regno Unito, 1
- Romania, 1

### Lingue e dialetti
Oltre all'italiano è parlato diffusamente il sardo logudorese settentrionale.

### Tradizioni e folclore
Una sagra è quella dei cicciones un tipo particolare di pasta che viene lavorato a mano

## Geografia antropica
Il paese è diviso in due zone: il centro storico di Bessude e il quartiere nuovo, chiamato dai bessudesi "Sa sea". I due rioni sono collegati da una strada chiamata Poja, dove si affacciano le case popolari. Sempre in questa strada si trovano l'antico abbeveratoio e un ruscello (che scompare per la maggior parte dell'anno).

## Infrastrutture e trasporti

### Strade
Il paese è attraversato dalla SP 23, che porta da Thiesi a Siligo.
Il territorio comunale è attraversato anche dalla SS 131 bis, che collega la SS 131 ad Ittiri e da qui, consente di raggiungere Alghero.
A pochi chilometri dal paese, passa la SS 131, raggiungibile via Siligo a 7 km e via Thiesi a 10 km, che permette di raggiungere il capoluogo provinciale e molte altre località dell'isola.

### Trasporto pubblico
Il paese è servito dalle autolinee interurbane ARST che lo collegano con Sassari e altri centri del circondario; è attivo inoltre un servizio di trasporto intercomunale effettuato per conto dell'Unione dei comuni del Meilogu.

## Amministrazione
| Periodo         | Periodo         | Primo cittadino        | Partito                         | Carica  | Note   |
| --------------- | --------------- | ---------------------- | ------------------------------- | ------- | ------ |
| 6 giugno 1993   | 27 aprile 1997  | Vera Sanna             | DC                              | Sindaco | [ 12 ] |
| 27 aprile 1997  | 13 maggio 2001  | Vera Sanna             | centro                          | Sindaco | [ 13 ] |
| 13 maggio 2001  | 8 maggio 2005   | Giuseppe Fancellu      | lista civica                    | Sindaco | [ 14 ] |
| 8 maggio 2005   | 30 maggio 2010  | Luigi Cabras           | lista civica                    | Sindaco | [ 15 ] |
| 30 maggio 2010  | 31 maggio 2015  | Giuseppe Antonio Sechi | lista civica "Pro Bessude"      | Sindaco | [ 16 ] |
| 31 maggio 2015  | 26 ottobre 2020 | Roberto Marras         | lista civica "Progetto Bessude" | Sindaco | [ 17 ] |
| 26 ottobre 2020 | in carica       | Roberto Marras         | lista civica "Progetto Bessude" | Sindaco | [ 18 ] |